# Cauca (reka)
Reka Cauca (špansko Río Cauca) je reka v Kolumbiji, ki teče med  Cordillera Occidental in  Cordillera Central. Od svojega izvira v jugozahodni Kolumbiji blizu mesta Popayán se pridruži reki Magdalena blizu Maganguéja v departmaju Bolívar, združena reka pa se izliva v Karibsko morje. Do stika z Magdaleno je dolga 965 km, v skupni dolžini 1350 km od izvora do morja. Reka je pod nadzorom Corporación Regional del Cauca in Corporación Autonoma Regional del Valle del Cauca in je plovna 640 km nad svojim stikom z reko Magdaleno.

## Potek
Río Cauca izvira v Narodnem naravnem parku Puracé na nadmorski višini približno 3125 m, 20 km južno od vulkana Puracé v Cordilleri Central. Río Cauca sprva teče približno 100 kilometrov proti severozahodu. Gre mimo mesta Popayán. Reka nato zavije proti sever-severovzhod. Teče skozi visoko do 40 km široko dolino ob vzhodnem boku Cordillere Occidental. Na rečnem kilometru 1110 je jez Salvajina z zajezitvijo dolgo 23 km. Na rečnem kilometru 970 gre mimo vzhodnega roba mesta Cali. Pri rečnem kilometru 670, severno od mesta Cartago, se visoka dolina konča in reka Cauca seka skozi gore naslednjih 400 kilometrov v severni smeri. Na rečnem kilometru 325 se trenutno gradi jez Ituango. Spodnjih 300 kilometrov reka zavije v smeri sever-severovzhod. Zapusti gore in doseže severno kolumbijsko nižino. 125 km nad ustjem se Río Nechí, najpomembnejši pritok, sreča z reko Cauca z desne strani. V bližini mesta Mompós se ta izliva v vzhodni vzporednik, reko Magdalena, katerega največji pritok je. Z okoli 1250 km dolžine je do sotočja skoraj toliko kot Río Magdalena, vendar zaradi ožjega porečja v povprečju nosi le dobro polovico vode.
Reka Cauca odvaja površino 59.840 km². Povprečni pretok je 2364 m³ / s.

### Dolina reke Cauca
Ob vstopu v Valle del Cauca reka zapusti gore, ki so jo vodile v dolgih odsekih v določenih smereh, in vstopi v odprto dolino, kjer postane vijugasta, za katero so značilni številni meandri in stari rokavi in mrtvice.
V občini Jamundí je prvo mesto, skozi katerega teče reka, Robles, v bližini katerega je več starih rokavov, ki ustrezajo starodavnim potekom reke Cauca. Kasneje prečka dolino vzhodno od mesta Cali, dokler ne doseže meja mesta Yumbo, potuje proti severu skozi občino Yotoco in v bližini občine Buga, in nadaljuje proti severu vzdolž celotnega departmaja skozi občino Roldanillo, kjer se konča njeno potovanje med občinama severne podregije, Cartago in Ansermanuevo, da bi pozneje postala meja med departmajem Valle del Cauca in departmajem Risaralda.

## Okoljska vprašanja
Reka Cauca je na svoji 965 km dolgi poti odlagališče odpadne vode za več kot 10 milijonov ljudi.
18. novembra 2007 je kolumbijski časopis El Tiempo poročal, da je reka v povprečju prejela 500 ton preostalih odpadkov na dan. Onesnaževanje iz mesta Popayán (400.000 prebivalcev brez čistilne naprave ), sedem rudnikov zlata, ki dodajajo tudi industrijska onesnaževala, kot je živo srebro, približno 8 mlinov peska ter nekaj rudnikov premoga in boksita. Cali, največje mesto ob reki, je od reke odvisno v 76 odstotkih. Če dodamo temu še druge pritoke, zbere ostanke vode iz drugih večjih mest in se v reko odloži približno 330 ton preostalih odpadkov. Ko pride v mesto Yumbo, reka nima kisika.
Projekt energetskega jezu Hidroituango je resno prizadel reko Cauca. Jez je na nekaterih delih zmanjšal pretok do 80 %.
- Cauca River